# Rhynchopyga braconida
Rhynchopyga braconida är en fjärilsart som beskrevs av William James Kaye 1911. Rhynchopyga braconida ingår i släktet Rhynchopyga och familjen björnspinnare. Inga underarter finns listade.